# گاهی در زندگی
گاهی در زندگی (به هندی: Life Mein Kabhie Kabhiee) فیلمی هندی محصول سال ۲۰۰۷ و به کارگردانی ویکرام بات است. در این فیلم بازیگرانی همچون آفتاب شیودسانی، دینو مورئا، نائوهد سیروسی، انجوری آلاق، نیکیتا آناند، موهنیش باهل، راجیت بدی، سمیر داتانی، کوئل پوری و راجندرانات زوتشی ایفای نقش کرده‌اند.